# Гштаад
Гштаад (нім. Gstaad, МФА: [kʃtaːt]) — населений пункт у швейцарському кантоні Берн у складі громади Заанен, яка загалом налічує 6 901 мешканця, з яких власне Гштаад, як найбільший населений пункт, має близько 3 600.
За деякими оцінками, Гштаад разом із сусідніми населеними пунктами має 7 600 жителів і приблизно стільки ж (7 000) корів, які утримуються на 200 фермах. Гштаад є відомим туристичним курортом як узимку, так і влітку, який охоче відвідують заможні й знамениті, зокрема кінозірки та монархи.

## Географія
Гштаад розташований на північно-західних схилах Бернських Альп, у котловині річки Сарін, на межі чотирьох гірських регіонів, між Бернським високогір'ям і кантоном Во. Він знаходиться за 80 кілометрів від Берна та 120 кілометрів від Женеви. Поруч із самим Гштаадом розташовані ще дев'ять альпійських сіл, що лежать від 1 000 до 1 400 метрів над рівнем моря: Заанен, Шонрід, Зааненмозер, Цвайзіммен, Лауенен, Турбах, Фойтерзой, Гштайг, Аблендшен.
У кожному з цих пов'язаних селищ розташовані вілли, невеликі розкішні готелі та ексклюзивні ресторани, а в околицях — озера, льодовики, ліси та високі гори. Окрім цього, тут є численні об'єкти для спорту та рекреації — від гірськолижних трас і тенісних та гольф-майданчиків до басейнів і іподрому, а також проводяться різноманітні спортивні та культурні заходи.

## Історія
Більшу частину своєї історії Гштаад залишався невеликим альпійським селом, відомим лише завдяки каплиці святого Миколая, зведеній у 1402 році.
Перші мандрівники, захоплені красою Гштаада, з'явилися наприкінці XVIII століття, однак у курортне містечко він перетворився лише наприкінці XIX століття. Завершення будівництва залізничної лінії Монтре — Берн у 1905 році забезпечило Гштааду сполучення із зовнішнім світом. Відразу після цього, у 1906 році, було засновано перше туристичне товариство.
Після цього настало десятиліття активного будівництва готелів, серед яких найексклюзивніший — Gstaad Palace, відкритий у грудні 1913 року. Він і сьогодні залишається символом Гштаада. У бурхливі 1920-ті активно розвивалася інфраструктура: перший фунікулер було зведено на Віспіле у 1934 році, а перша крісельна канатна дорога для лижників з'явилася у 1946 році у Вассернграті.
Репутації Гштаада як ідеального місця для бомонду сприяли й приватні міжнародні школи для дітей заможних родин. Institut Le Rosey ще з 1917 року щозими на десять тижнів переносить навчання до Гштаада. Окрім нього, тут також розташовані школи Gstaad International School та John F. Kennedy (Заанен). Випускники цих шкіл, а також їхні родини та знайомі, зробили значний внесок у популяризацію Гштаада.
Сучасний Гштаад має автомобільне та залізничне сполучення з Лозанною і Туном, а в Заанені також розташований аеропорт.

## Галерея

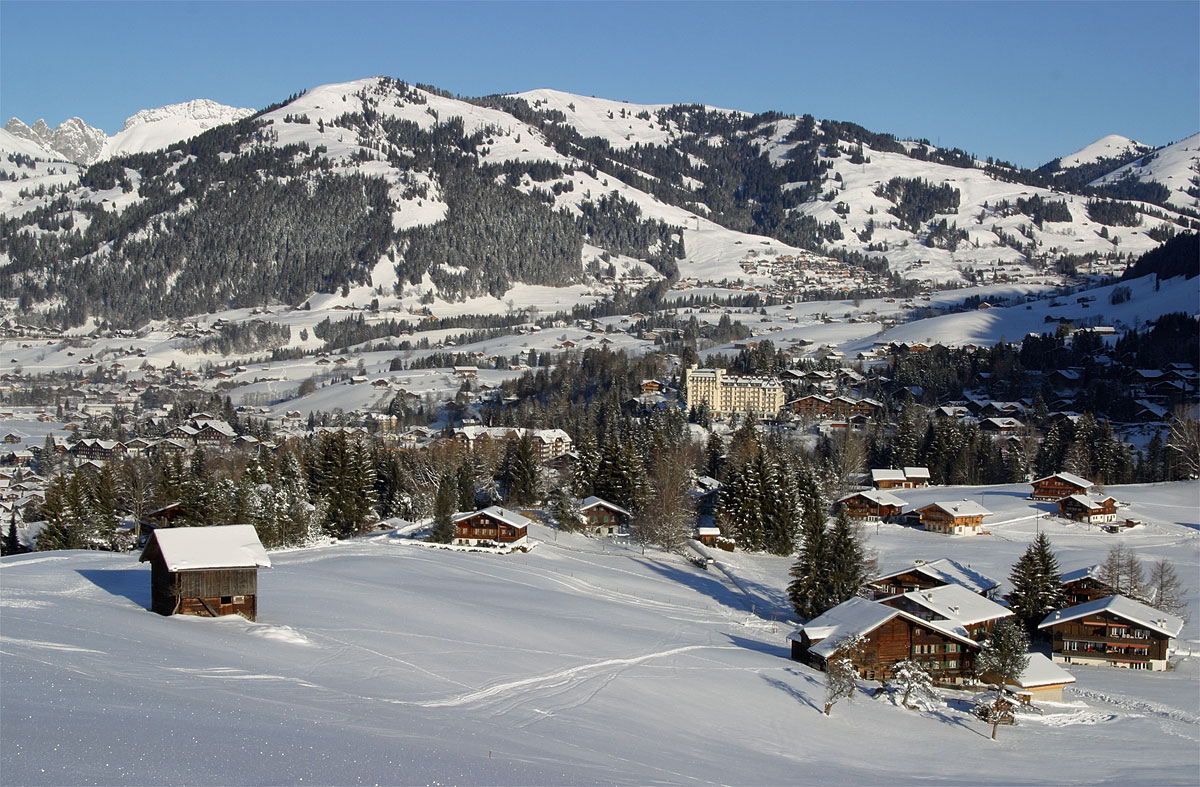
Вид на Гштаад
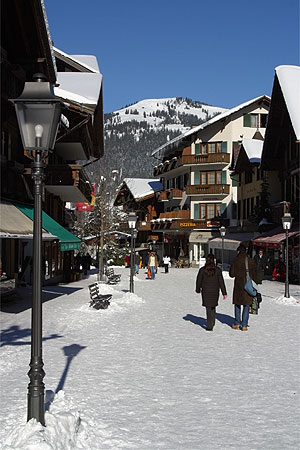
Променад
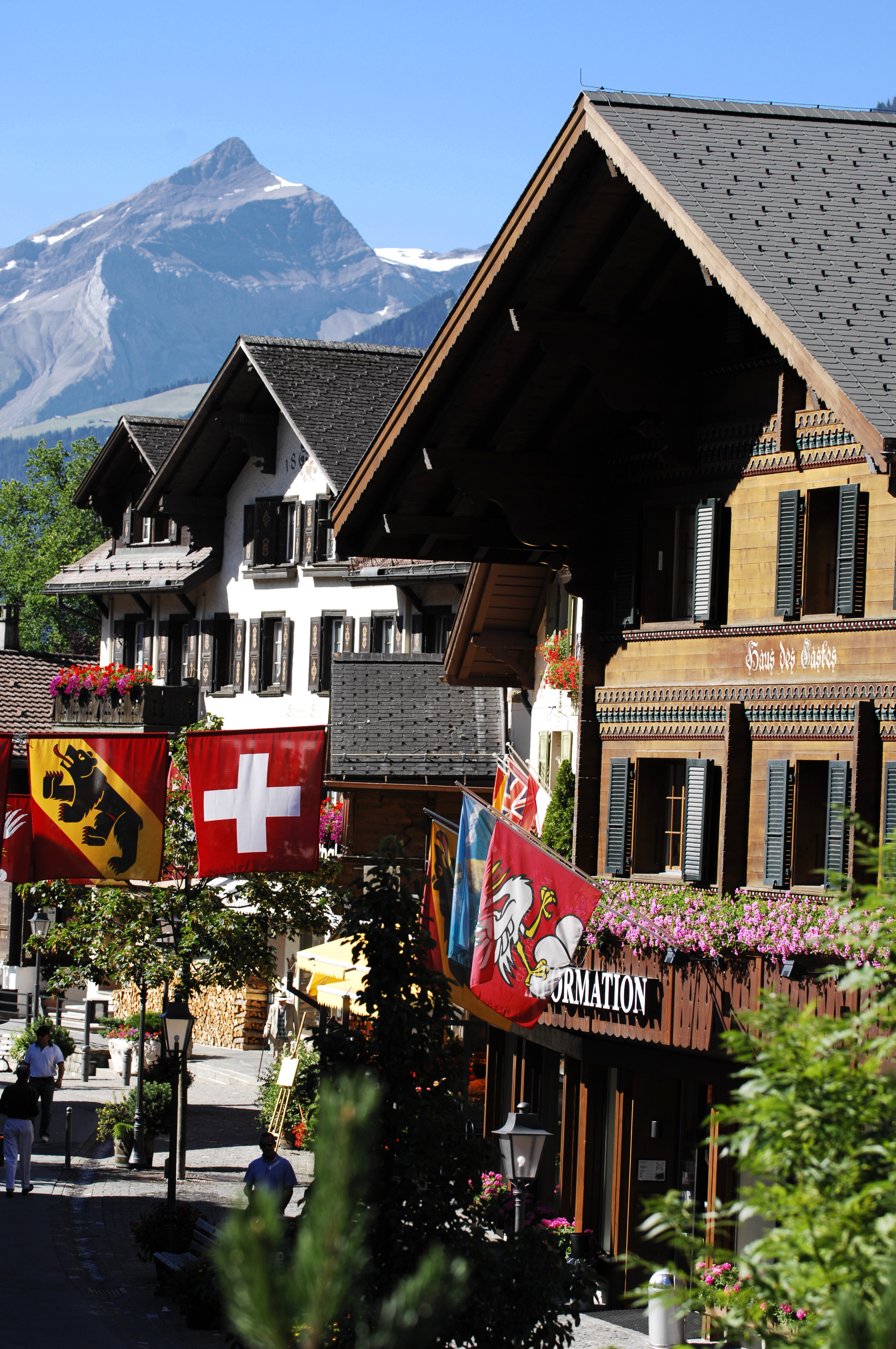
Променад
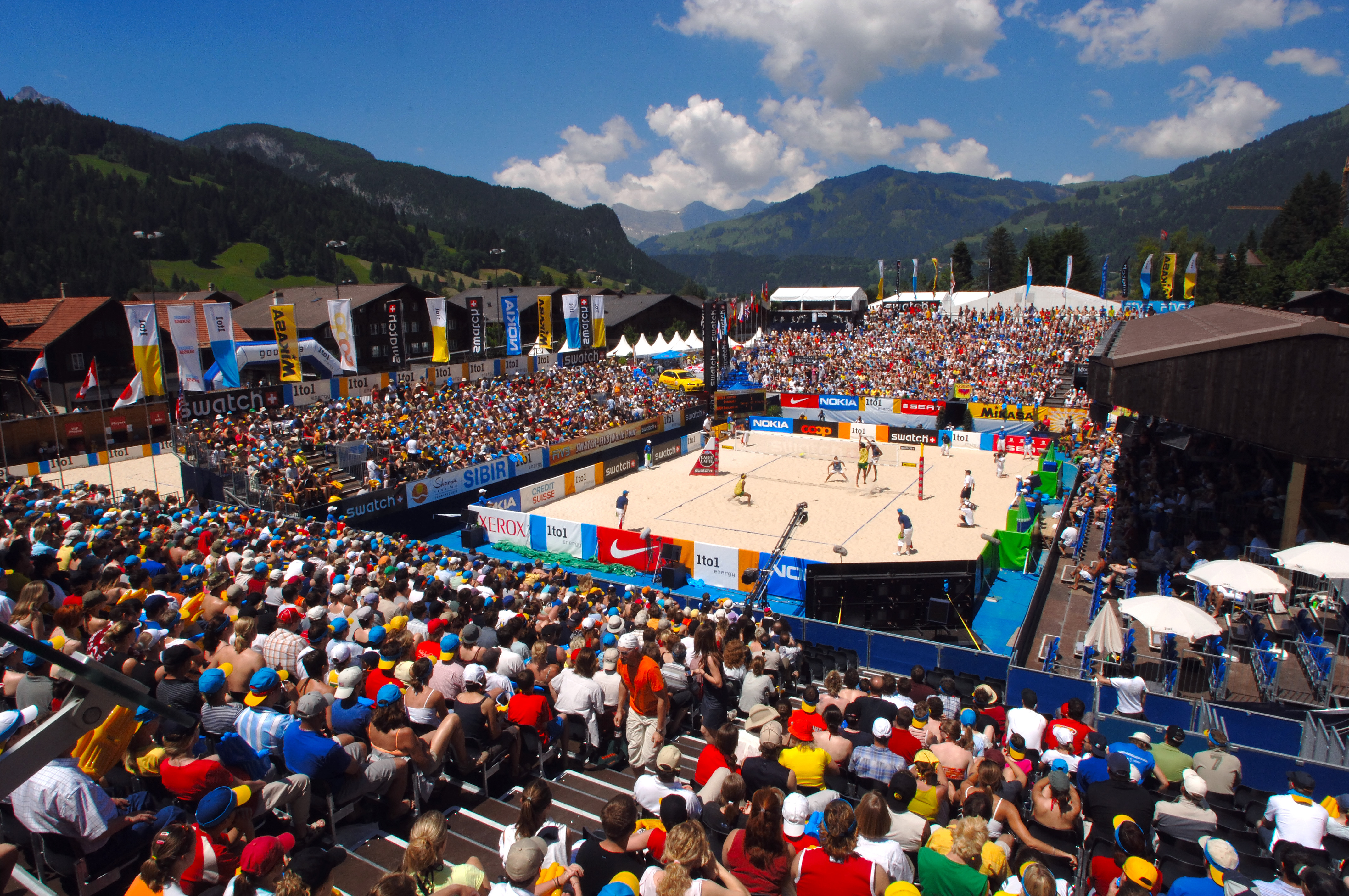
Турнір з пляжного волейболу в Гштааді
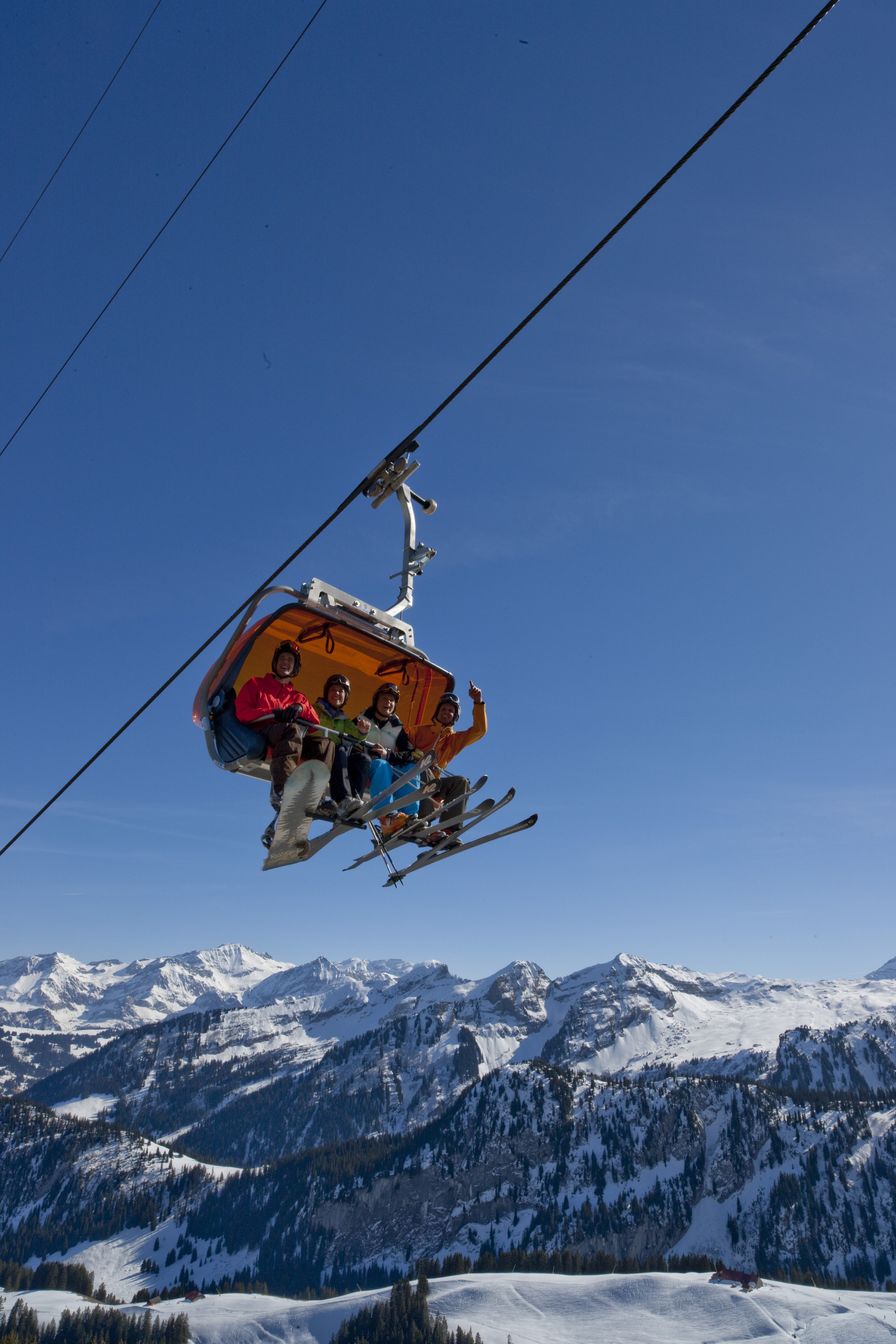
Крісельний підйомник Хальбергоні/Заанен
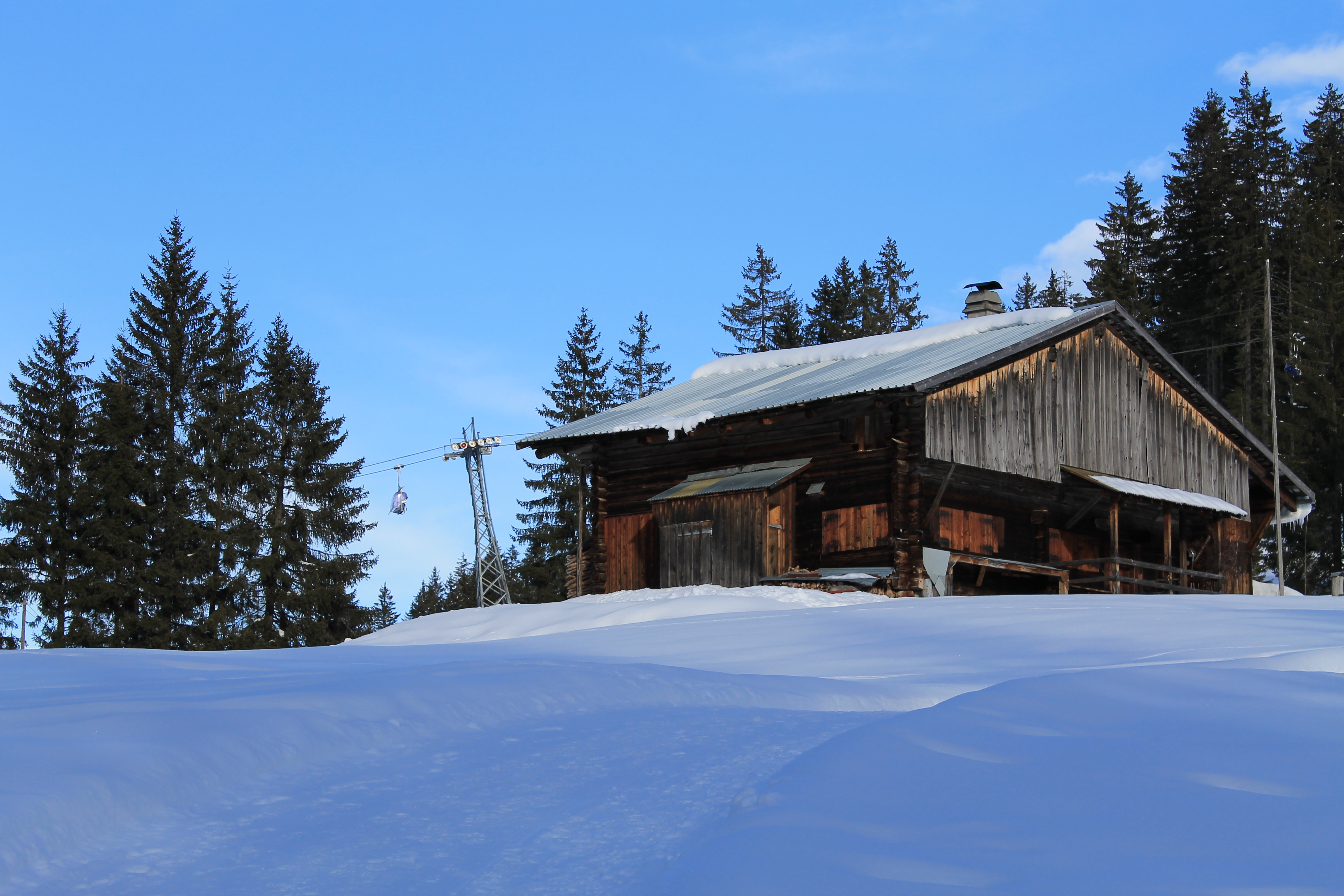
Гірськолижний курорт